# وایات اولف
وایات جس اولف (به انگلیسی: Wyatt Jess Oleff) (متولد ۱۳ ژوئیه ۲۰۰۳) یک بازیگر آمریکایی است که برای به تصویر کشیدن نقش استنلی اوریس در سال ۲۰۱۷ فیلم فراطبیعی ترسناک آن و آن: بخش دوم، و همچنین نقش استنلی باربر در سن بلوغ مجموعه کمدی-درام نتفلیکس من با این وضعیت راحت نیستم شناخته شده‌است.

## اوایل زندگی
اولف در شیکاگو در خانواده داگ و جنیفر اولف به دنیا آمد و هفت سال اول زندگی خود را در آنجا زندگی کرد. او سپس با پدر و مادرش به لس آنجلس نقل مکان کرد و شروع به بازیگری کرد. یکی از اولین نقش‌های بازیگری او در یک آگهی تبلیغاتی برای بانکدار کلدول بود.

## فیلم‌شناسی
| سال  | عنوان                                           | نقش               | یادداشت     |
| ---- | ----------------------------------------------- | ----------------- | ----------- |
| ۲۰۱۴ | یکی با بری ازدواج کنه                           | جی. تی            |             |
| ۲۰۱۴ | نگهبانان کهکشان                                 | جوانی پیتر کویل   |             |
| ۲۰۱۵ | حیله‌گر یا (فضیلت غیرمنتظره دختر مسئول میان‌وعده) | روکو              | فیلم کوتاه  |
| ۲۰۱۷ | نگهبانان کهکشان بخش ۲                           | پیتر کویل جوان    |             |
| ۲۰۱۷ | آن                                              | استنلی اوریس      |             |
| ۲۰۱۹ | آن: بخش دوم                                     | استنلی اوریس جوان |             |
| ۲۰۲۰ | وزن کمال                                        | واکر              | فیلم کوتاه  |
| ۲۰۲۰ | اوه، ببخشید                                     | سام               | فیلم کوتاه  |
| ۲۰۲۲ | بیدار بمان                                      | اتان              | [ ۳ ] [ ۴ ] |

| سال  | عنوان                      | نقش                  | یادداشت                                 |
| ---- | -------------------------- | -------------------- | --------------------------------------- |
| ۲۰۱۲ | مطب دام‌پزشکی               | جورج جوان            | قسمت: "چه کسی از ویرجینیا کلمن می‌ترسد؟" |
| ۲۰۱۳ | خشم میانسالی               | الیور بابک           | فیلم تلویزیونی                          |
| ۲۰۱۳ | فرعی                       | کووئل                | قسمت: "تی بال و همدردی"                 |
| ۲۰۱۳ | تکان دادن آن!              | بایرون / بچه         | قسمت: "آن را تسخیر کنید!"               |
| ۲۰۱۳ | روزی روزگاری               | جوانی پوست رومپلستیل | قسمت: "به افکار دوست داشتنی فکر کن"     |
| ۲۰۱۴ | اسکورپیون                  | اوون                 | قسمت: "دومینو"                          |
| ۲۰۱۵ | تاریخ ما                   | اندرو جوان           | فیلم تلویزیونی                          |
| ۲۰۲۰ | من با این وضعیت راحت نیستم | استنلی باربر         | نقش اصلی                                |
| ۲۰۲۰ | اقدام برای یک هدف          | لیساندر              | قسمت: "رویای یک شب نیمه تابستان"        |
| TBA  | شهر در آتش                 | چارلی                |                                         |

| سال  | عنوان                     | هنرمند | نقش |
| ---- | ------------------------- | ------ | --- |
| ۲۰۱۷ | "بابا نوئل برای ما می‌آید" | سیا    | پسر |

| سال  | عنوان      | نقش | یادداشت                |
| ---- | ---------- | --- | ---------------------- |
| ۲۰۲۰ | روز به روز | گرگ | قسمت: "سینما سرنوشت 2" |

## جوایز و نامزدیها
- جشنواره فیلم کاتالینا
  - ۲۰۱۷ - جایزه کرست - بازیگری - نگهبانان کهکشان؛ آن (برنده شد)[۸]
- جایزه سینمایی و تلویزیونی امتی‌وی
  - ۲۰۱۸ — جایزه فیلم MTV برای بهترین تیم روی پرده (با فین ولفهارد، سوفیا لیلیس، جین مارتل، جک دیلن گریزر، جرمی ری تیلور و چوزن جیکوبس) - آن (برنده)